# 114156 Еамонліттл
114156 Еамонліттл (114156 Eamonlittle) — астероїд головного поясу, відкритий 4 листопада 2002 року.
Тіссеранів параметр щодо Юпітера — 3,276.